# Криза на Близькому Сході (з 2023)

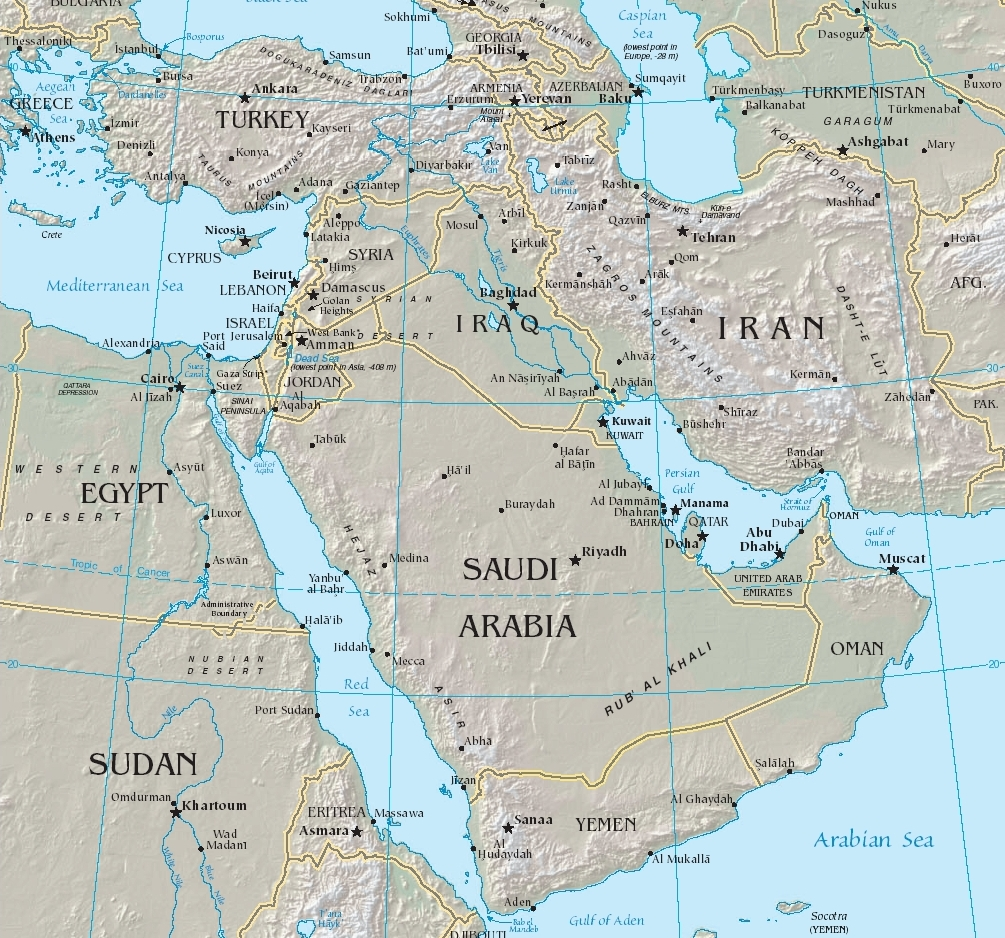
Карта Близького Сходу

Криза на Близькому Сході — це серія взаємопов’язаних війн, конфліктів та загального загострення нестабільності на Близькому Сході, що розпочалася у 2023 році після нападів на Ізраїль 7 жовтня. Ці напади сталися на тлі зростання напруженості та насильства на Західному березі Йордану й у Секторі Гази; тоді в Ізраїлі загинуло близько 1200 осіб, а ще приблизно 250 було взято в заручники. У відповідь Ізраїль оголосив війну та розпочав кампанію бомбардувань, а згодом — і наземне вторгнення у Сектор Гази в межах війни в Газі, внаслідок якої загинуло понад 55 000 палестинців.
Невдовзі після початку війни в Газі кілька підтримуваних Іраном мілітаризованих угруповань із так званої «Осі спротиву» долучилися до конфлікту проти Ізраїлю. У Лівані «Хезболла» почала обстрілювати північ Ізраїлю ракетами, що спричинило чотирнадцятимісячний конфлікт, який у жовтні 2024 року переріс у ізраїльське вторгнення на південь Лівану і переважно завершився перемир'ям 27 листопада. У Червоному морі хусити з Ємену нападали на торгові судна в солідарності з ХАМАСом, що викликало міжнародне обурення — зокрема, серію авіаударів США та Великої Британії по позиціях хуситів. Це протистояння завершилося припиненням вогню між США та хуситами у травні 2025 року. Іракські угруповання, очолювані «Ісламським спротивом в Іраку», також атакували бази США в Іраку, Сирії та Йорданії, однак переважно припинили атаки в грудні 2024 року.
Тричі впродовж цієї кризи Іран та Ізраїль вступали в прямі бойові зіткнення. Сторони обмінювалися ударами по територіях одна одної у квітні та жовтні 2024 року, а також у червні 2025 року; остання перевела конфлікт у активну фазу, яку називають ірано-ізраїльською війною. Під час цих зіткнень Ізраїль отримував підтримку від багатонаціональної коаліції, зокрема США завдали ударів по об'єктах на території Ірану. У листопаді 2024 року сирійські опозиційні угруповання розпочали наступ, який відновив громадянську війну в Сирії, й завершився падінням режиму Асада 8 грудня та створенням перехідного уряду на місці колишнього баасистського режиму. Того ж дня ізраїльські війська вторглися в Сирію, а уряд Ізраїлю оголосив недійсною угоду про розмежування з Сирією від 1974 року.
Дипломатичні та політичні наслідки цієї кризи є масштабними. Масштаби руйнувань у Газі призвели до дипломатичної ізоляції Ізраїлю та призупинення переговорів про нормалізацію відносин між Ізраїлем та Саудівською Аравією. Водночас вважається, що криза значно ослабила регіональний вплив Ірану та його союзників. Ізраїль звинувачують у геноциді, зокрема Південна Африка подала відповідний позов до Міжнародного суду ООН; Міжнародний кримінальний суд видав ордери на арешт ізраїльських лідерів, включно з прем’єр-міністром Беньяміном Нетаньягу, за підозрою у воєнних злочинах.